# 布施町
布施町（ふせちょう）は、大阪府中河内郡にあった町。現在の東大阪市の北西部、近鉄大阪線布施駅・俊徳道駅の周辺にあたる。本項では町制前の名称である布施村（ふせむら）についても述べる。

## 歴史
- 1873年（明治6年） 渋川郡荒川村から同村支郷の長堂村、横沼村、三ノ瀬村が分離。同時に3村が合併して永和（ながにご）村となる。
- 1889年（明治22年）4月1日 町村制施行により、渋川郡東足代村、荒川村、永和村、菱屋西新田、太平寺村、岸田堂村が合併して布施村が発足。大字荒川に村役場を設置。大字永和の読みを「ながにご」から「えいわ」に変更。
- 1896年（明治29年）4月1日 郡の統廃合により、所属郡が中河内郡に変更。
- 1910年（明治43年） 大字菱屋西新田を菱屋西に改称。
- 1925年（大正14年）4月1日 町制を施行して布施町となる。
- 1933年（昭和8年）4月1日 - 中河内郡高井田村と合併し、改めて布施町が発足。
- 1937年（昭和12年）4月1日 - 中河内郡長瀬村・楠根町・意岐部村・小阪町・弥刀村と合併の上、市制を施行して布施市が発足。同日布施町廃止。

## 交通

### 鉄道路線
- 大阪電気軌道（現・近畿日本鉄道）
  - 桜井線（現・大阪線）
    - 布施駅 - 俊徳道駅

  - 大阪線
    - 布施駅 - 永和駅（現・河内永和駅）

現在は旧町域におおさか東線の高井田中央駅・JR河内永和駅・JR俊徳道駅、OsakaMetro中央線の高井田駅が所在するが、当時は未開業。

### 道路
現在は旧村域を阪神高速13号東大阪線が通過するが、当時は未開通。

## 出身・ゆかりのある人物
- 塩川正三（政治家） - 布施市市長。塩川正十郎の父。
- 塩川正十郎（政治家） - 衆議院議員。運輸大臣、文部大臣、内閣官房長官、財務大臣などを歴任。